# Георгиос Франгоянис
Георгиос Атанасиу Франгоянис (на гръцки: Γεώργιος Αθανασίου Φραγκογιάννης) е гръцки офицер и революционер, деец на Гръцката въоръжена пропаганда в Македония от началото на XX век.

## Биография
Георгиос Франгоянис е роден през 1888 година в село Ано Буларии, Гърция. През 1904 година влиза във вътрешността на Македония и действа като четник при Георгиос Влахос, Ираклис Патикас и Панайотис Пападзанетеас в района на Сяр и Халкидики. Под водачеството на Аристовулос Коис в Света гора провеждат военно обучение на местни селяни и прочистват района край манастира „Ксенофонт“. След 1909 година напуска Македония.
Георгиос Франгоянис участва като лейтенант от резерва в Балканските войни, Първата световна война и Гръцко-турската война (1919-1922). Умира в 1988 година. В Ано Буларии му е издигнат паметник.